# Zaldívar (apellido)
Zaldívar o Zaldivar es un apellido español de origen toponímico que procede de la localidad de Zaldívar (Vizcaya). El topónimo Zaldívar es de origen vasco y significa "valle de los caballos" o "valle del soto" (de vasco zaldi "caballo" o zaldu "soto" e ibar "valle" o "vaguada").